# Charneux (Nassogne)
Pour les articles homonymes, voir Charneux.
Charneux est un village de la commune belge de Nassogne située en Région wallonne dans la province de Luxembourg.

## Géographie
Charneux est situé à quatre kilomètres au sud-est de Marche-en-Famenne. Il est bordé à l’ouest par la route nationale 4.

## Étymologie
Suivant certains spécialistes, le nom de Charneux trouve son origine dans le mot latin carpinetum, pour d'autres il s'agirait du mot wallon tchaûrnale. Il est toutefois remarquable que les deux termes signifient « bois de charme ».[réf. nécessaire]

## Histoire
En 1823, les localités de Charneux, Chavanne et Harsin fusionnent pour former la commune de Harsin.
À la fusion des communes de 1977, Charneux est intégré à Nassogne comme le reste de la commune de Harsin.